# Тройницкий союз
Тройницкий союз (пол. Związek Trojnicki) — конспиративная организация польской студенческой молодёжи, основанная в 1857 году в Киевском университете Нарцисом Янковским.
Организация возникла после проигранной Российской империей Крымской войны, на волне либерализации, происходящей в стране. Её название апеллирует к трём краям, бывшим когда-то в Речи Посполитой — Волыни, Подолью и Украине. Члены союза выступали за освобождение крестьян и возрождение польского государства в границах 1772 года.
В Тройницкий союз входили: Владимир Антонович, Стефан Бобровский, Леон Гловацкий, Владимир Милович. Они наладили связь с Офицерским кругом Зигмунта Сераковского в Петербурге, который тоже принимал участие в подготовке Январского восстания.